# Lukáš Pešek
Lukáš Pešek (Praga, 22 de novembro de 1985) é um motociclista tcheco. Atualmente disputa as 125cc na MotoGP pela Valsir Seedorf Derbi.